# Erol
Erol  è un nome proprio di persona turco maschile.

## Origine e diffusione
Il nome è composto da er-, abbreviazione di erkek, "uomo", oppure di asker, "soldato", e dalla radice verbale ol-, "essere" (corrispondente anche all'imperativo di seconda persona singolare)".   Il suo significato letterale è quindi è quello "sii un uomo" o "sii un soldato" , nel senso intrinseco di "(sii) coraggioso".

## Onomastico
Il nome è adespota, non essendo portato da alcun santo. L'onomastico si può festeggiare il 1º novembre, giorno in cui cade la festa di Ognissanti.

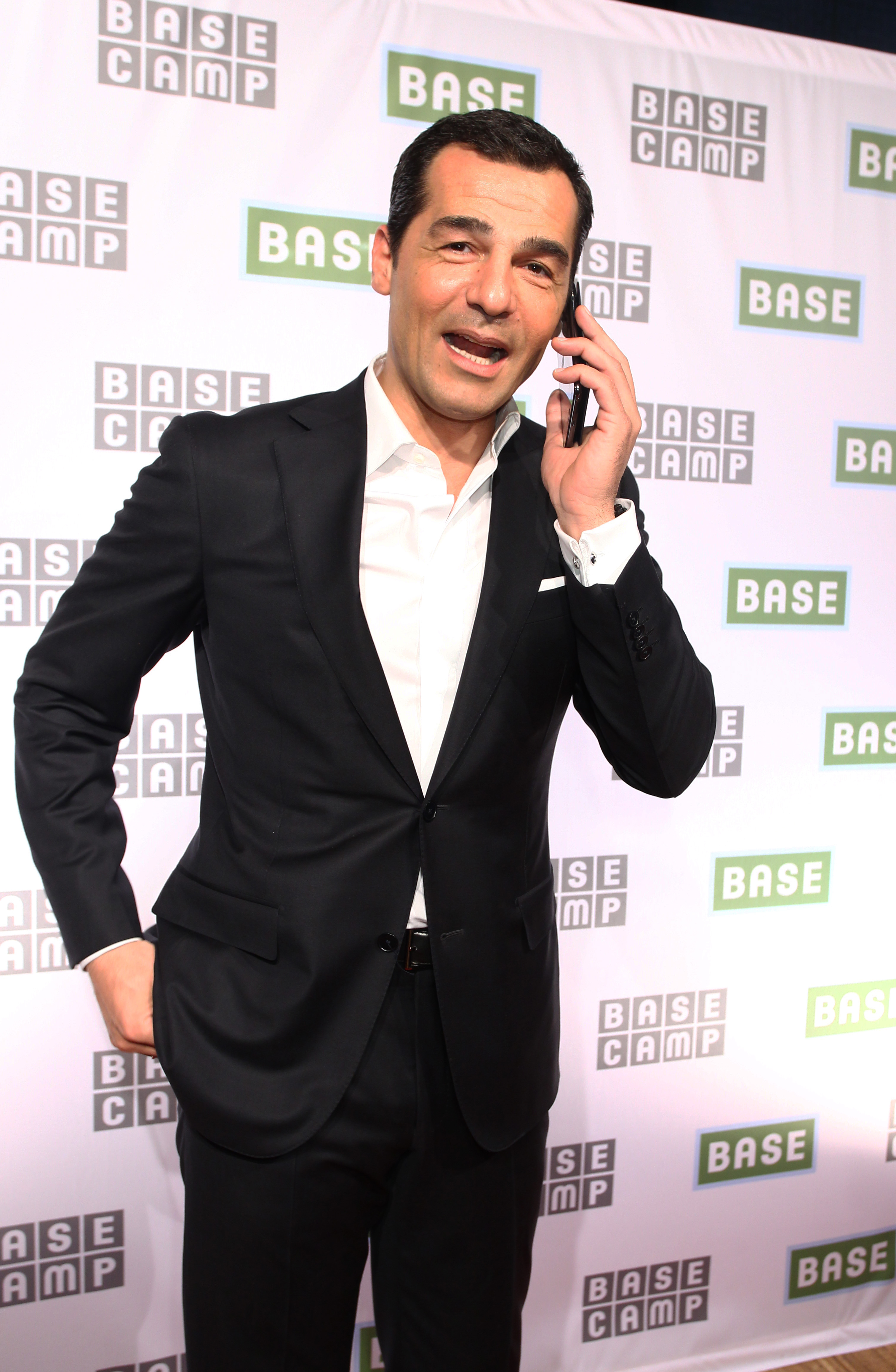
Erol Sander

## Persone
- Erol Alkan, disc jockey britannico
- Erol Keskin, calciatore turco
- Erol Sander, attore e modello turco naturalizzato tedesco

## Il nome delle arti
- Erol è un personaggio dei videogiochi Jak II: Renegade (2003)[6] e Jak 3 (2004).
- Erol è un personaggio del film del 2013 I'll Follow You Down, interpretato dall'attore John Paul Ruttan[7].